# Nora Nilsson (skådespelare)
Nora Elisabeth Kristina Nilsson, född 15 februari 1996, är en svensk röstskådespelare. Hon har bland annat gjort den svenska rösten till rådjursgeten Faline i den animerade Disneyfilmen Bambi 2, och Isabella Garcia-Shapiro i Disney Channel-serien Phineas & Ferb (säsong 1–3). Hon är dotter till skådespelaren och röstskådespelaren Andreas Nilsson, känd för bland annat den svenska rösten till Kalle Anka, samt även Dr. Heinz Doofenshmirtz, i Phineas & Ferb.